# Haliclona nitens
Haliclona nitens är en svampdjursart som beskrevs av Desqueyroux-Faundez 1990. Haliclona nitens ingår i släktet Haliclona och familjen Chalinidae. Inga underarter finns listade i Catalogue of Life.